# دان نافارو
 دان نافارو  (ولد باسم دانيال أنتوني نافارو؛ 14 سبتمبر 1952 ) هو مغني وعازف قيثار وممثل صوت أمريكي اشتهر بنصف الثنائي لووين ونافارو. هو أول أبناء عمومة ديف نافارو وجينز آديكشن وريد هوت تشيلي بيبرز.

## ألعاب الفيديو
- ريد ديد ريدمبشن 2 - السكان المشاة المحليون (2018)
- أنشارتد 4: نهاية لص - أصوات إضافية (2016)
- فول أوت 4  - جاكوب أوردين، دين فولكرت (2015)

## التلفزيون والسينما
- الفيلم - فايكنغ ليدر (2019)
- نحن الدببة العارية - رامون العين الزرقاء (الحلقة: الأسوس) (2018)
- كتاب الحياة - شكال (2014)
- لوراكس - صوت دان الغنائي (2012)
- اب أمريكي! - روي روجرز ماكفريلي (2009) لعب شخصية تدعى سيلانترو
- بريزون بريك (2007)
- غراند ثفت أوتو: فايس سيتي ستوريز (2006)
- ليالي تالاديجا: أغنية ريكي بوبي (2006) (الكاتب: "نحن ننتمي")
- ديفا (2006)
- إنفي (2004)
- بلو ديزرت (1991) (كاتب: "ما أصنعه بنفسي")
- الجنس العرضي؟ (1988)
- أكاديمية الشرطة 4: مواطنون في دورية (1987) (كاتب: "حان وقت التحرك")